# Харагуа (національний парк)
Національний парк Харагуа (ісп. Parque Nacional Jaragua) — національний парк Домініканської Республіки. Національний парк Харагуа розташований у провінції Педерналес на крайньому південному заході Домініканської Республіки. Національний парк Харагуа займає площу 1374 км² (905 км² з яких морські), з координатами від 17 28'N до 17'58'N і 71'16'W до 71 44'W, що робить його найбільшою охоронюваною територією в регіоні Карибського басейну.
Національний парк Харагуа був заснований Указом Президента № 1315 від 11 серпня 1983 року і отримав назву на честь регіону таїно. Парк представлений екорегіоном еспаньйольських сухих лісів. Національний парк Харагуа, що охоплює південні схили гірського хребта Баоруко від Ов'єдо до Кабо-Рохо, включає сухі ліси, мангрові зарості та чагарники, а також наземні та морські середовища проживання. Острів Беата (Ісла Беата), острів Альто-Вело, Байя-де-лас-Агілас і Лаго-де-Ов'єдо (відомі своїм різноманітним життям птахів) є частиною парку.